# James V. Hart

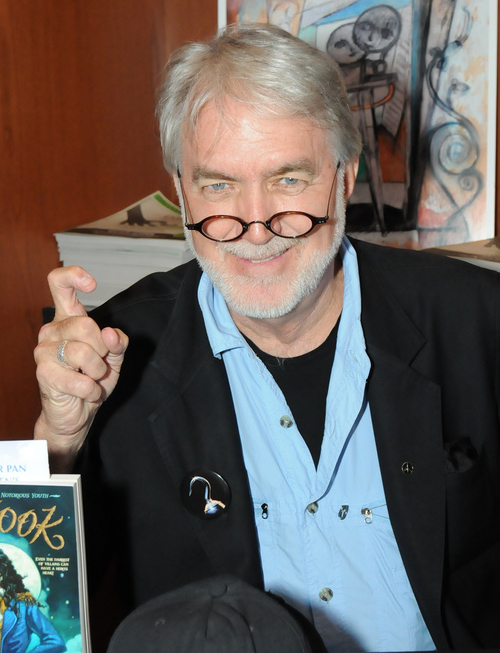
James V. Hart bei einer Lesung aus seinem Roman Capt'n Hook

James Von Allmen Hart (* 22. Januar 1947 in Shreveport, Louisiana) ist ein US-amerikanischer Drehbuchautor und Filmproduzent.

## Leben
Hart begann schon früh zu schreiben. Nach seinem Studium an der Southern Methodist University, einer privaten Hochschule, entschied er sich schließlich für eine Karriere als Drehbuchautor. Zwei seiner Skripts erhielten den Saturn Award für das beste Drehbuch: Bram Stoker’s Dracula (1993) und Contact (1998). 2006 erschien sein erster Roman, in Deutschland unter dem Titel Die wilden Abenteuer des jungen Capt'n Hook.
2007 wurde bekannt, dass er den Kultroman Die Sirenen des Titan von Kurt Vonnegut noch zu Lebzeiten des Autors mit diesem zusammen für den Film adaptiert hatte. Eine Realisierung des Projekts steht noch aus.
James V. Hart ist seit 1973 mit der ehemaligen Schauspielerin Judith Nugent-Hart verheiratet. Das Paar lebt in New York. Die gemeinsame Tochter ist die Filmemacherin Julia Hart.

## Filmografie (Auswahl)
- 1991: Hook (Drehbuch)
- 1992: Bram Stoker’s Dracula (Drehbuch und Co-Produzent)
- 1994: Mary Shelley’s Frankenstein (Drehbuch und Co-Produzent)
- 1996: Muppets – Die Schatzinsel (Drehbuch)
- 1997: Contact (Drehbuch)
- 2001: Jagd auf den Schatz der Riesen (Jack and the Beanstalk: The Real Story) (Fernsehfilm) (Drehbuch)
- 2002: Bis in alle Ewigkeit (Drehbuch)
- 2003: Lara Croft: Tomb Raider – Die Wiege des Lebens (Drehbuch)
- 2005: Sahara – Abenteuer in der Wüste (Drehbuch)
- 2007: Der Klang des Herzens (Drehbuch)
- 2013: Epic – Verborgenes Königreich (Drehbuch)
- 2018: Jim Knopf und Lukas der Lokomotivführer (Drehbuch)